# 원앙진
원앙진(鴛鴦陣)은 명나라 척계광(戚繼光)이 고안한 진법이다. 진형을 이룬 형세가 마치 원앙의 모습과 흡사하여 붙여진 이름이다. 또한 원앙은 암수 한 쌍 중 한 마리가 죽으면, 남은 한 마리가 따라죽기 때문에 붙은 이름이라고도 한다.
원앙진에 관한 기록은 척계광의《기효신서(紀效新書)》에서 찾아 볼 수 있다. 12명이 1개 대(隊)를 이룬다. 우선 등패와 요도를 든 등패수 2명이 앞에 서고, 그 뒤로 10명의 갖가지 무기를 든 병사가 2열 종대로 대오를 갖춘다.

## 배경
명나라 중기 절강성을 비롯한 동중국해 연안일대에 출몰하는 왜구를 토벌하기 위해 만든 진법이다.
새로운 근접전 무기인 낭선(狼筅), 당파(鎲鈀), 장창(長槍), 등패(籐牌) 등을 채택하여 왜구의 장기인 큰 칼을 이용한 근접전에 대응할 수 있도록 하였다.
그리고 이 무기를 장비한 12명을 1대(隊)로 편성하였다.
한 대에는 지휘자인 대장 1명과 등패와 표창(鏢槍)을 가진 등패수(이하 요도수) 2명, 낭선을 가진 낭선수 2명, 장창을 든 장창수 4명, 당파와 화전(火箭)으로 무장한 당파수 2명, 그리고 취사 등 잡일을 담당하는 화병(火兵) 1명이 편성되어 있었다.
전투시에는 이 대의 군사 중에서 화병은 빠지고 대장을 선두로 하여 등패수-낭선수-장창수-당파수의 순으로 서서 적군을 향해 나아가 낭선, 장창, 당파 등을 이용하여 격투를 벌이게 된다.
접전시 진형은 2열 종대로써 등패와 요도로 무장한 요도수 2명이 장창 4명을 보호한다. 좌측의 요도수는 작고 둥근 방패(藤牌)를, 우측은 대형방패(長牌)를 들고
표창이나 요도로 접근을 차단한다. 낭선수는 적이 근접하지 못하도록 견제를 한다. 대열 후미에는 당파를 든 당파수가 화전을 이용하여 마찬가지로 근접하는 적을 막는다.
이러한 배치는 세 명 가운데 한 명만이 실질적인 공격무기로 무장한 것으로 볼 수 있다. 이는 비효율적인 것으로 보이지만 당시 척계광이 처한 상황(풍부한 농민인력,
정교한 무기를 제작할 역량부족, 훈련 부족)을 고려하면 최선의 대책이었다.

## 조선에 영향
기효신서에 기록된 무예 6종은 후일 조선에도 전해져 무예제보에 실렸고 이후 무예도보통지까지 이어진다. 기효신서의 이 6가지 무기들은 각자 장점과 단점이 있는데 그것은 다음과 같다.
- 장창은 길어 원거리에서 적을 처리하기 좋으나 낭선은 길이와 더불어 가지의 철붙이로도 공격하니 장창은 낭선을 당하지 못한다.
- 그러나 낭선은 그 기법이 등패를 뚫지 못하고
- 등패는 낭선을 이기지만 곤방의 음양수에 당해내지 못해 뒤집어지며
- 곤방은 장도를 당해내지 못하고
- 장도는 당파를 당해내지 못하며
- 당파는 길이에 있어서 장창을 당해내지 못한다.

이렇게 가위바위보처럼 물고 물리는 무기들을 하나로 모아 진으로 구성함으로 약점을 보완하는 것이 바로 원앙진이다. 진을 구성하는 병사들은 반드시 동료들과 협조해야 되었기에, 기록에는 방패수가 전사하면 오의 전체 구성원 5명 중에 살아남은 인원을 모두 군법에 의해 처형하도록 되어 있다.

## 같이 보기
- 밀집 장창 보병대